# Terri Clark

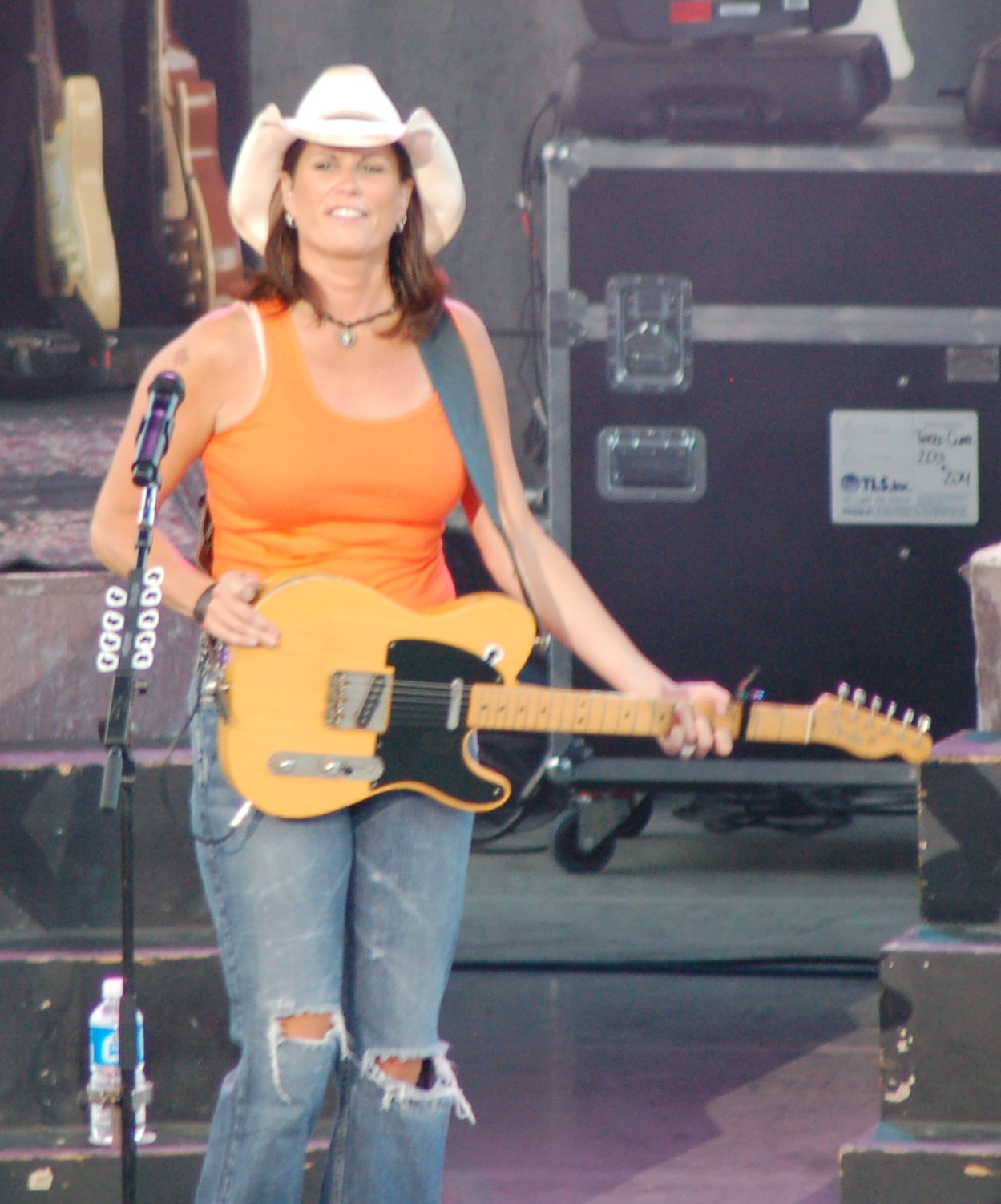
Terri Clark, Western Idaho Fair (2006)

Terri Clark (* 5. August 1968 als Terri Lynn Sauson in Montreal, Québec) ist eine kanadische Country-Sängerin, deren Karriere Mitte der 1990er Jahre begann. Bis 2009 brachte sie es auf 22 Hits in den amerikanischen Country-Charts, darunter die beiden Nummer-eins-Erfolge You’re Easy on the Eyes (1998) und Girls Lie Too (2004). Sie ist aktuell die einzige Kanadierin die als Mitglied in die Grand Ole Opry aufgenommen wurde. Diese Ehre wurde ihr 2004 zuteil.

## Anfänge
Terri Clarks Großeltern Ray und Betty Gauthier waren bekannte kanadische Country-Musiker, die unter anderem Shows für Johnny Cash, George Jones und Little Jimmy Dickens eröffneten. Clarks Mutter Linda gehörte der Folk-Szene an und brachte ihr mit neun Jahren das Gitarrespielen bei. Nach Schulabschluss zog sie 1987 nach Nashville, wo sie zunächst für fünfzehn Dollar am Tag von Tootsie's Orchid Lounge engagiert wurde. Es dauerte mehrere Jahre, in denen sie sich mühsam mit einfachen Jobs und schlecht bezahlten Auftritten über Wasser halten musste, bis sie 1994 vom Label Mercury einen Schallplattenvertrag erhielt. Clark wurde mit Cowboyhut und entsprechender Kleidung im Vergleich zu anderen Sängerinnen des Genres traditioneller vermarktet.

## Karriere
Bereits ihre erste Single, Better Things To Do, schaffte 1995 es bis auf Platz drei der amerikanischen Country-Charts. Ihr im gleichen Jahr erschienenes Debüt-Album Terri Clark, das mehrere selbst komponierte Songs enthält, wurde in den USA mit Platin für über eine Million verkaufter CDs ausgezeichnet. Mit When Boy Meets Girl und If I Were You wurden weitere Top-10-Singles ausgekoppelt. Anfang 1996 trat sie als erste Kanadierin in der Grand Ole Opry auf. Auch in ihrem Heimatland erhielt sie mehrere Auszeichnungen: So wurde sie 1997 als beste neue Künstlerin und 2001 als beste Country-Sängerin des Jahres mit dem Juno Award geehrt.
Die beiden folgenden Alben Just The Same (1996) und How I Feel (1998) verkauften sich ebenso gut wie ihr Erstlingswerk. Sowohl in den USA als auch in Kanada wurden sie mit Platin ausgezeichnet. Clark hatte sich damit endgültig in der Szene etabliert. Es folgten zahlreiche große Hits in den Country-Charts: Now That I Found You (1998, Platz 2) und You’re Easy on the Eyes (1998, Platz 1), I Just Wanna Be Mad (2002, Platz 2), I Wanna Do It All (2003, Platz 3) und schließlich ihr bis heute letzter Top-10-Erfolg Girls Lie Too (2004, Platz 1). Obwohl sich ihre Alben auch weiterhin hoch in den Charts platzieren konnten, ließen die Verkäufe nach und lediglich die Hit-Sammlung Greatest Hits 1994-2004 wurde noch mit Gold ausgezeichnet. Das Album Life Goes On (2005) hatte von Anfang an einen schweren Stand: Die ausgekoppelten Singles platzierten sich nur mäßig, die Vorabauskopplung The World Needs a Drink wurde erst gar nicht für die endgültige CD-Veröffentlichung berücksichtigt. Auch der Titel wurde kurzfristig geändert – Honky Tonky Songs konnte man zuvor noch in einigen Pressemeldungen lesen. Nach diesen Schwierigkeiten verließ Clark die Plattenfirma Mercury, die anschließend zwei Werkschauen der Künstlerin veröffentlichte.
Das Plattenlabel BNA nahm die Künstlerin 2007 unter Vertrag, die Singles Dirty Girl und In My Next Life waren große Erfolge in Kanada, verschafften Clark aber nur mittlere Hits in den USA. Dies hatte zur Folge, dass das geplante Album My Next Life mehrfach verschoben und schließlich nicht veröffentlicht wurde. Der BNA-Vertrag endete vorzeitig Ende 2008. Das folgende Live-Album Terri Clark Live: Road Rage (2009) wurde nur im Internet veröffentlicht. Mit The Long Way Home folgte kurz danach auch ein neues Studio-Werk. Damit gab sie ihr Debüt bei einem Independent-Label. In Interviews verlautbarte sie außerdem, dass sie sich in der Zukunft in erster Linie um die Karriere in ihrem Heimatland und eventuell auch Übersee kümmern wolle. In Kanada gehört sie nach wie vor zu den beliebtesten Country-Musikerinnen.

## Diskografie

### Studioalben
| Jahr | Titel             | Höchstplatzierung, Gesamtwochen, AuszeichnungChartplatzierungen (Jahr, Titel, Platzierungen, Wochen, Auszeichnungen, Anmerkungen) | Höchstplatzierung, Gesamtwochen, AuszeichnungChartplatzierungen (Jahr, Titel, Platzierungen, Wochen, Auszeichnungen, Anmerkungen) | Anmerkungen                              |
| Jahr | Titel             | US | Country | Anmerkungen                              |
| ---- | ----------------- | --- | --- | ---------------------------------------- |
| 1995 | Terri Clark       | US79 Platin · (47 Wo.)US | Country13 (90 Wo.)Country | Erstveröffentlichung: 8. August 1995     |
| 1996 | Just the Same     | US58 Platin · (25 Wo.)US | Country10 (39 Wo.)Country | Erstveröffentlichung: 5. November 1996   |
| 1998 | How I Feel        | US70 Platin · (16 Wo.)US | Country10 (67 Wo.)Country | Erstveröffentlichung: 19. Mai 1998       |
| 2000 | Fearless          | US85 (3 Wo.)US | Country8 (40 Wo.)Country | Erstveröffentlichung: 19. September 2000 |
| 2003 | Pain to Kill      | US27 (8 Wo.)US | Country5 (57 Wo.)Country | Erstveröffentlichung: 14. Januar 2003    |
| 2005 | Life Goes On      | US26 (5 Wo.)US | Country4 (19 Wo.)Country | Erstveröffentlichung: 1. November 2005   |
| 2009 | The Long Way Home | — | Country44 (4 Wo.)Country | Erstveröffentlichung: 1. September 2009  |
| 2011 | Roots and Wings   | — | Country69 (1 Wo.)Country | Erstveröffentlichung: 26. Juli 2011      |

Weitere Studioalben
- 2012: Classic
- 2014: Some Songs
- 2018: Raising the Bar

### Livealben
- 2009: Terri Clark Live: Road Rage

### Kompilationen
| Jahr | Titel                   | Höchstplatzierung, Gesamtwochen, AuszeichnungChartplatzierungen (Jahr, Titel, Platzierungen, Wochen, Auszeichnungen, Anmerkungen) | Höchstplatzierung, Gesamtwochen, AuszeichnungChartplatzierungen (Jahr, Titel, Platzierungen, Wochen, Auszeichnungen, Anmerkungen) | Anmerkungen                         |
| Jahr | Titel                   | US | Country | Anmerkungen                         |
| ---- | ----------------------- | --- | --- | ----------------------------------- |
| 2004 | Greatest Hits 1994–2004 | US14 Gold · (34 Wo.)US | Country4 (80 Wo.)Country | Erstveröffentlichung: 27. Juli 2004 |

Weitere Kompilationen
- 2006: 20th Century Masters: The Millennium Collection
- 2008: The Definitive Collection

### Singles
| Jahr | Titel Album                           | Höchstplatzierung, Gesamtwochen, AuszeichnungChartplatzierungen (Jahr, Titel, Album, Platzierungen, Wochen, Auszeichnungen, Anmerkungen) | Höchstplatzierung, Gesamtwochen, AuszeichnungChartplatzierungen (Jahr, Titel, Album, Platzierungen, Wochen, Auszeichnungen, Anmerkungen) | Anmerkungen                              |
| Jahr | Titel Album                           | US | Country | Anmerkungen                              |
| ---- | ------------------------------------- | --- | --- | ---------------------------------------- |
| 1995 | Better Things to Do Terri Clark       | — | Country3 (20 Wo.)Country | Erstveröffentlichung: 10. Juli 1995      |
| 1995 | When Boy Meets Girl Terri Clark       | — | Country3 (20 Wo.)Country | Erstveröffentlichung: 31. Oktober 1995   |
| 1996 | If I Were You Terri Clark             | — | Country8 (20 Wo.)Country | Erstveröffentlichung: 27. Februar 1996   |
| 1996 | Suddenly Single Terri Clark           | — | Country34 (12 Wo.)Country | Erstveröffentlichung: 1. Juli 1996       |
| 1996 | Poor Poor Pitiful Me Just the Same    | — | Country5 (20 Wo.)Country | Erstveröffentlichung: 23. September 1996 |
| 1997 | Emotional Girl Just the Same          | — | Country10 (20 Wo.)Country | Erstveröffentlichung: 6. Januar 1997     |
| 1997 | Just the Same                         | — | Country49 (10 Wo.)Country | Erstveröffentlichung: 5. Mai 1997        |
| 1998 | Now That I Found You How I Feel       | US72 (13 Wo.)US | Country2 (26 Wo.)Country | Erstveröffentlichung: 6. April 1998      |
| 1998 | You’re Easy on the Eyes How I Feel    | US40 (12 Wo.)US | Country1 (26 Wo.)Country | Erstveröffentlichung: 17. August 1998    |
| 1999 | Everytime I Cry How I Feel            | US69 (8 Wo.)US | Country12 (20 Wo.)Country | Erstveröffentlichung: 25. Januar 1999    |
| 1999 | Unsung Hero How I Feel                | — | Country47 (10 Wo.)Country | Erstveröffentlichung: 24. Mai 1999       |
| 2000 | A Little Gasoline Fearless            | US75 (6 Wo.)US | Country13 (25 Wo.)Country | Erstveröffentlichung: 10. Juli 2000      |
| 2001 | No Fear Fearless                      | — | Country27 (20 Wo.)Country | Erstveröffentlichung: 10. Februar 2001   |
| 2001 | Getting There Fearless                | — | Country41 (11 Wo.)Country | Erstveröffentlichung: 18. Juni 2001      |
| 2002 | I Just Wanna Be Mad Pain to Kill      | US27 (20 Wo.)US | Country2 (34 Wo.)Country | Erstveröffentlichung: 19. August 2002    |
| 2003 | Three Mississippi Pain to Kill        | — | Country30 (18 Wo.)Country | Erstveröffentlichung: 10. März 2003      |
| 2003 | I Wanna Do It All Pain to Kill        | US38 (20 Wo.)US | Country3 (30 Wo.)Country | Erstveröffentlichung: 25. August 2003    |
| 2004 | Girls Lie Too Greatest Hits 1994–2004 | US36 (15 Wo.)US | Country1 (24 Wo.)Country | Erstveröffentlichung: 19. April 2004     |
| 2004 | The World Needs a Drink –             | — | Country26 (19 Wo.)Country | Erstveröffentlichung: 8. November 2004   |
| 2005 | She Didn’t Have Time Life Goes On     | — | Country25 (25 Wo.)Country | Erstveröffentlichung: 18. Juli 2005      |
| 2007 | Dirty Girl Life Goes On               | — | Country30 (19 Wo.)Country | Erstveröffentlichung: 24. April 2007     |
| 2007 | In My Next Life Life Goes On          | — | Country36 (17 Wo.)Country | Erstveröffentlichung: 27. November 2007  |

Weitere Singles
- 1997: Something in the Water
- 2001: Empty
- 2006: Damn Right
- 2006: Slow News Day
- 2009: Gypsy Boots
- 2009: If You Want Fire
- 2010: A Million Ways to Run
- 2010: You Tell Me (feat. Johnny Reid)
- 2011: Northern Girl
- 2011: We’re Here for a Good Time
- 2011: The One
- 2012: Wrecking Ball
- 2012: Love Is a Rose
- 2013: I’m Movin’ On (feat. Dean Brody)
- 2014: Some Songs
- 2014: Longer
- 2015: I Cheated on You
- 2018: One Drink Ago (mit Dallas Smith)
- 2018: Young as We Are Tonight

### Gastbeiträge
| Jahr | Titel Album | Höchstplatzierung, Gesamtwochen, AuszeichnungChartplatzierungen (Jahr, Titel, Album, Platzierungen, Wochen, Auszeichnungen, Anmerkungen) | Höchstplatzierung, Gesamtwochen, AuszeichnungChartplatzierungen (Jahr, Titel, Album, Platzierungen, Wochen, Auszeichnungen, Anmerkungen) | Anmerkungen     |
| Jahr | Titel Album | US | Country | Anmerkungen     |
| ---- | ----------- | --- | --- | --------------- |
| 1996 | Hope –      | — | Country57 (4 Wo.)Country | Various Artists |

## Auszeichnungen für Musikverkäufe
| Goldene Schallplatte - Kanada - 2001: für das Album Fearless - 2004: für das Album Greatest Hits 1994–2004 Platin-Schallplatte - Kanada - 1999: für das Album How I Feel | 2× Platin-Schallplatte - Kanada - 1998: für das Album Just The Same 3× Platin-Schallplatte - Kanada - 1998: für das Album Terri Clark |

Anmerkung: Auszeichnungen in Ländern aus den Charttabellen bzw. Chartboxen sind in ebendiesen zu finden.
| Land/RegionAuszeichnungen für Musikverkäufe (Land/Region, Auszeichnungen, Verkäufe, Quellen) | Gold     | Platin     | Verkäufe  | Quellen         |
| -------------------------------------------------------------------------------------------- | -------- | ---------- | --------- | --------------- |
| Kanada (MC)                                                                                  | 2× Gold2 | 6× Platin6 | 700.000   | musiccanada.com |
| Vereinigte Staaten (RIAA)                                                                    | Gold1    | 3× Platin3 | 3.500.000 | riaa.com        |
| Insgesamt                                                                                    | 3× Gold3 | 9× Platin9 |           |                 |

## Künstlerauszeichnungen
| Jahr | Org.       | Award                     | Titel           |
| ---- | ---------- | ------------------------- | --------------- |
| 1996 | TNN        | New Female Vocalist       |                 |
| 2012 | Juno Award | Country Album of the Year | Roots and Wings |